# Equatoriaal-Guinea op de Olympische Jeugdzomerspelen 2010
Equatoriaal-Guinea nam deel aan de Olympische Jeugdzomerspelen 2010 in Singapore, de eerste editie van de Olympische Jeugdspelen.

## Medailleoverzicht
| Sport   | Olympiër    | Discipline | Medaille |
| ------- | ----------- | ---------- | -------- |
| Voetbal | voetbalteam | meisjes    | Zilver   |

## Deelnemers en resultaten
(m) = mannen, (v) = vrouwen 

### Atletiek
| Olympiër                        | Discipline | Resultaat | Prestatie                                            |
| ------------------------------- | ---------- | --------- | ---------------------------------------------------- |
| Antimo-Constantino Oyono Nchama | 200 m (m)  | 20e       | 1R serie 2: 23,39 (6e) D-finale: 23,08 (3e)          |
|                                 |            |           |                                                      |
| Madel Pilar Loheto Cofi         | 100 m (v)  | 29e       | 1R serie 1: 13,83 (8e) E-finale: 13,71 (2e)          |
| Marina Ayene Nvo                | 1000 m (v) | 17e       | kwalificatie serie 1: 3.02,64 (8e) A-finale: 3.05,17 |

### Voetbal
| Olympiër | Discipline | Resultaat | Prestatie                                                                                |
| --- | ---------- | --------- | ---------------------------------------------------------------------------------------- |
| Constancia Abaga Okomo Monica Asango Nseng Justina Bela Lohoso Justina Edjang Alene Rosa Edjang Mangue Celestina Fadipe Bikoro Felicidad Mba Avomo Vida Mba Fegue Belinda Mba Mikue Pilar Mondjeli Mpele Leticia Nchama Biyogo Madel Carmen Ndong Angomo Immaculada Ndong Angue Dolores Ndong Nchama Judith Ndong Nchama Felicidad Nguema Nchama Antonia Nsue Obiang Gemina Nchama | meisjes    | Zilver    | groep A 3-1 Trinidad en Tobago 4-1 Chili halve finale 4-1 Iran finale 1-1 ns (3-5) Chili |

Afghanistan · Albanië · Algerije · Amerikaanse Maagdeneilanden · Amerikaans-Samoa · Andorra · Angola · Antigua en Barbuda · Argentinië · Armenië · Aruba · Australië · Azerbeidzjan · Bahama's · Bahrein · Bangladesh · Barbados · België · Belize · Benin · Bermuda · Bhutan · Bolivia · Bosnië en Herzegovina · Botswana · Brazilië · Britse Maagdeneilanden · Brunei · Bulgarije · Burkina Faso · Burundi · Cambodja · Canada · Centraal-Afrikaanse Republiek · Chili · China · Chinees Taipei · Colombia · Comoren · Congo-Brazzaville · Congo-Kinshasa · Cookeilanden · Costa Rica · Cuba · Cyprus · Denemarken · Djibouti · Dominica · Dominicaanse Republiek · Duitsland · Ecuador · Egypte · El Salvador · Equatoriaal-Guinea · Eritrea · Estland · Ethiopië · Fiji · Filipijnen · Finland · Frankrijk · Gabon · Gambia · Georgië · Ghana · Grenada · Griekenland · Groot-Brittannië · Guam · Guatemala · Guinee · Guinee‑Bissau · Guyana · Haïti · Honduras · Hongarije · Hongkong · Ierland · IJsland · India · Indonesië · Irak · Iran · Israël · Italië · Ivoorkust · Jamaica · Japan · Jemen · Jordanië · Kaaimaneilanden · Kaapverdië · Kameroen · Kazachstan · Kenia · Kirgizië · Kiribati · Koeweit · Kroatië · Laos · Lesotho · Letland · Libanon · Liberia · Libië · Liechtenstein · Litouwen · Luxemburg · Macedonië · Madagaskar · Malawi · Malediven · Maleisië · Mali · Malta · Marshalleilanden · Marokko · Mauritanië · Mauritius · Mexico · Micronesië · Moldavië · Monaco · Mongolië · Montenegro · Mozambique · Myanmar · Namibië · Nauru · Nederland · Nederlandse Antillen · Nepal · Nicaragua · Nieuw-Zeeland · Niger · Nigeria · Noord-Korea · Noorwegen · Oeganda · Oekraïne · Oezbekistan · Oman · Oostenrijk · Oost‑Timor · Pakistan · Palau · Palestina · Panama · Papoea-Nieuw-Guinea · Paraguay · Peru · Polen · Portugal · Puerto Rico · Qatar · Roemenië · Rusland · Rwanda · Saint Kitts en Nevis · Saint Lucia · Saint Vincent en Grenadines · Salomonseilanden · Samoa · San Marino · Sao Tomé en Principe · Saoedi-Arabië · Senegal · Servië · Seychellen · Sierra Leone · Singapore · Slovenië · Slowakije · Soedan · Somalië · Spanje · Sri Lanka · Suriname · Swaziland · Syrië · Tadzjikistan · Tanzania · Thailand · Togo · Tonga · Trinidad en Tobago · Tsjaad · Tsjechië · Tunesië · Turkije · Turkmenistan · Tuvalu · Uruguay · Vanuatu · Venezuela · Verenigde Arabische Emiraten · Verenigde Staten · Vietnam · Wit-Rusland · Zambia · Zimbabwe · Zuid-Afrika · Zuid-Korea · Zweden · Zwitserland